# Mikromanometr
Mikromanometr – przyrząd służący do pomiaru ciśnienia względnego o wartości mniejszej niż 6000 Pa, rodzaj ciśnieniomierza.